# Interestatal 805
La Interestatal 805 (I-805 - también conocida como "La 805") es una carretera interestatal que pasa por toda el área metropolitana de San Diego. Es oficialmente conocida como Jacob Dekema Freeway por Jacob Dekema, un pionero del Departamento de Transporte de California (Caltrans) que ayudó a transformar el sistema de autovías de San Diego.
Esta ruta es parte del Sistema de Autovías y Vías Expresas de California.

## Descripción de la ruta
La I-805 es una vía secundaria de la Interestatal 5. La terminal sur de la 805 se encuentra en la I-5 a unas pocas millas al norte de la frontera entre Estados Unidos y México en el distrito de San Ysidro en San Diego. La I-805 después pasa por las ciudades de Chula Vista y National City antes de entrar a San Diego. La autopistas después pasa sobre los barrios de North Park, Mission Valley, Clairemont y University City antes de terminar en la I-5 en Sorrento Valley.

## Lista de salidas
Nota: a excepción donde los prefijos son con letras, los postes de mileajes fueron medidos en 1964, basados en la alineación y extendimiento de esa fecha, y no necesariamente reflejan el actual mileaje.
Toda la ruta se encuentra en el condado de San Diego.
| Ubicación     | Mileaje | #   | Destinos                                                          | Notes |
| ------------- | ------- | --- | ----------------------------------------------------------------- | --- |
| San Diego     | 0.15    |     | México (Puerto de entrada de San Ysidro) (I-5)                    | Salida sur y entrada norte                                                                                    |
| San Diego     | 0.15    |     | Camino de la Plaza                                                | Salida sur y entrada norte                                                                                    |
| San Diego     | 0.65    | 1A  | San Ysidro Boulevard                                              | |
| San Diego     | 1.81    | 1B  | SR 905                                                            | |
| San Diego     | 2.90    | 2   | Palm Avenue                                                       | |
| Chula Vista   | 3.65    | 3   | Main Street, Auto Park Drive                                      | |
| Chula Vista   | 4.42    | 4   | Olympic Parkway, East Orange Avenue                               | |
| Chula Vista   | 6.06    | 6   | L Street, Telegraph Canyon Road                                   | |
| Chula Vista   | 7.16    | 7   | H Street                                                          | Señalizada como las salidas 7A (este) y 7B (oeste) sur                                                        |
|               | 7.76    | 7C  | E Street, Bonita Road (CR S17)                                    | La salida norte es parte de la salida 7                                                                       |
|               | 8.85    | 8   | SR 54                                                             | Señalizada como salida 9 sur                                                                                  |
| National City | 9.05    | 9   | Sweetwater Road                                                   | Señalizada como salida 8 sur                                                                                  |
| National City | 10.28   | 10  | Plaza Boulevard                                                   | |
| San Diego     | 11.31   | 11A | 43rd Street                                                       | Señalizada como salida 11B sur; antigua SR 252                                                                |
| San Diego     | R11.36  | 11B | 47th Street, Palm Avenue – National City                          | Señalizada como la salida 11A sur                                                                             |
| San Diego     | 12.34   | 12A | Imperial Avenue                                                   | |
| San Diego     | 12.95   | 12B | Market Street                                                     | |
| San Diego     | 13.51   | 13A | SR 94 (M. L. King Jr. Freeway)                                    | Salida sur hacia la SR 94 oeste se encuentra en la salida 14                                                  |
| San Diego     | 13.95   | 13B | Home Avenue                                                       | |
| San Diego     | 14.64   | 14  | SR 15 norte (Escondido Freeway)                                   | Salida norte y entrada sur                                                                                    |
| San Diego     | 14.64   | 14  | SR 15 sur (Escondido Freeway)                                     | Salida sur y entrada norte                                                                                    |
| San Diego     | 15.95   | 15  | North Park Way, University Avenue                                 | |
| San Diego     | 16.43   | 16  | El Cajon Boulevard                                                | |
| San Diego     | 16.99   | 17A | Adams Avenue, Madison Avenue                                      | Salida sur y entrada norte                                                                                    |
| San Diego     | 17.65   | 17B | I 8 – Beaches, El Centro                                          | Señalizada como salida 17 norte                                                                               |
| San Diego     | 18.89   | 18  | Murray Ridge Road, Phyllis Place                                  | |
| San Diego     | 20.23   | 20A | Mesa College Drive, Kearny Villa Road                             | Salida norte y entrada sur                                                                                    |
| San Diego     | 20.60   | 20B | SR 163 norte (Cabrillo Freeway) – Escondido                       | Salida norte y entrada sur                                                                                    |
| San Diego     | 20.60   | 20  | CA 163 sur (Cabrillo Freeway) – Centro de San Diego               | Salida sur y entrada norte                                                                                    |
| San Diego     | 21.65   | 21  | Balboa Avenue                                                     | Antigua SR 274                                                                                                |
| San Diego     | 22.56   | 22  | Clairemont Mesa Boulevard                                         | |
| San Diego     | 23.65   | 23  | SR 52                                                             | |
| San Diego     | 24.44   | 24  | Governor Drive                                                    | |
| San Diego     | 25.48   | 25A | Nobel Drive                                                       | Salida norte y entrada sur                                                                                    |
| San Diego     | 25.94   | 25B | La Jolla Village Drive, Miramar Road                              | |
| San Diego     | 27.07   | 27  | Mira Mesa Boulevard, Vista Sorrento Parkway, Sorrento Valley Road | Señalizadas como salidas 27A (Mira Mesa Boulevard, Vista Sorrento Parkway) y 27B (Sorrento Valley Road) norte |
| San Diego     | 28.05   |     | LOCAL BYPASS · SR 56 este                                         | Salida norte y entrada sur                                                                                    |
| San Diego     | 28.05   |     | I 5 norte (San Diego Freeway) – Los Ángeles                       | Salida norte y entrada sur                                                                                    |